# Åsa Bengtsson (artista)
Åsa Bengtsson (Stoccolma, 1938) è un'artista svedese.

## Carriera
Fumettista, grafica, pittrice e artista tessile, dal 1978 al 1996 Bengtsson è stata la direttrice artistica dell'associazione svedese per l'educazione, lo sviluppo, la produzione e la sperimentazione di tessuti e design avanzati Handarbetets Vänner, fondata nel 1874 da Sophie Adlersparre.
Circa 30 opere sue, a partire dai primi anni '60 (stampe tessili raffiguranti calciatori, arazzi con motivi legati alla città natìa, dipinti, tra cui un autoritratto dell'artista) sono state esposte  nel 2015 all'Ebeling Museum nella mostra intitolata "Retrospektivt tre epoker".
Sue opere sono in mostra presso il Museo nazionale di Stoccolma.

## Opere (selezione)
- Tygtryck, "Tre duvor"
- Tygtryck, "Duvan I"
- Vävnad, "Blossom"